# Estado de Potosí de Tarapacá
El Estado Litoral de Potosí de Tarapacá o Tarapotosí fue un proyecto de Estado Federal, conformado por el Departamento de Potosí y el Departamento de Tarapacá, dentro del proyecto unionista de los Estados Unidos Perú-Bolivianos que llegó a la etapa legislativa durante la Guerra del Pacífico pero que no se logró concretar.

## Historia
El 11 de junio de 1880, pocos días después de la derrota en la batalla de Tacna, bajo los mandatos de Nicolás de Piérola y Narciso Campero, ambos gobiernos firmaron en Lima un protocolo sobre las bases preliminares de la unión federal, que preveían:

[...] para afianzar la independencia y la inviolabilidad, paz interior y seguridad exterior de los Estados comprendidos, así como para promover su prosperidad (punto I). Los departamentos de cada una de las dos repúblicas se erigirían en Estados autónomos, con instituciones y leyes propias. Se juntarían Tacna y Oruro, y Potosí y Tarapacá (punto II); y las regiones del Chaco y del Beni y de la montaña peruana formarían distritos federales. Los Estados serían iguales en derechos y tendrían una ciudadanía común (punto V); habría un gobierno nacional conformado por los tres poderes clásicos; y la conducción de la política exterior de la Unión correspondería al Poder Ejecutivo Federal. El Presidente de la Unión sería elegido en votación directa por los ciudadanos de los Estados

## Geografía

### Límites
- Al norte con el Estado de Tacnoruro y el Estado de Cochabamba.
- Al este con el Estado de Chuquisaca.
- Al sur con el Estado de Tarija, el Estado de Atacama y la República Argentina.
- Al oeste con el Océano Pacífico.

## Organización territorial

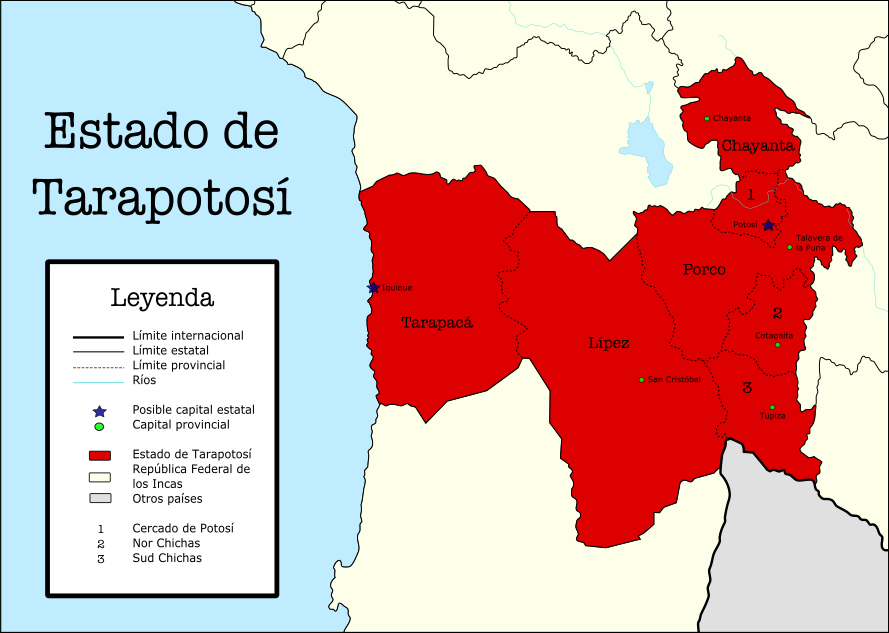
División Administrativa del Estado de Tarapotosí o Potosí de Tarapacá

Se planeaba definir la Capital del Estado en la Convención del 81, entre Potosí, Tarapacá e Iquique. 
El Estado se dividiría en 7 provincias:
| N.º | Provincia         | Ciudad Capital      | Provincia perteneciente a: |
| --- | ----------------- | ------------------- | -------------------------- |
| 1   | Tarapacá          | Iquique             | Departamento de Tarapacá   |
| 2   | Lipez             | San Cristóbal       | Departamento de Potosí     |
| 3   | Porco             | Talabera de la Puna | Departamento de Potosí     |
| 4   | Cercado de Potosí | Potosí              | Departamento de Potosí     |
| 5   | Nor Chicas        | Cotagaita           | Departamento de Potosí     |
| 6   | Sud Chinchas      | Tupiza              | Departamento de Potosí     |
| 7   | Chayanta          | Chayanta            | Departamento de Potosí     |